# Hortaleza
Hortaleza - jest jednym z 21 dystryktów wchodzących w skład Madrytu, leżący w północno - wschodniej części miasta, do 1949 r. samodzielna miejscowość. 

## Podział administracyjny
Hortaleza dzieli się administracyjnie na 6 dzielnic:
- Palomas
- Piovera
- Canillas
- Pinar del Rey
- Apóstol Santiago
- Valdefuentes